# Schwarzbek
Die Schwarzbek, früher auch Schwonsbek genannt (im Dänischen: Sortebæk oder Svansbæk), ist ein Bach im östlichen Teil der schleswigschen Halbinsel Schwansen im nordöstlichen Schleswig-Holstein. Er verläuft in der Gemeinde Dörphof und mündet über den Schwansener See in die Ostsee.
Der Bach beginnt nahe der Bundesstraße 203 und unterfließt die Straße Schuby. Dann erhält er Zufluss durch den Osterfeld-Umflutgraben und den Krammersmarker Umflutgraben, danach mündet er in den Schwansener See.

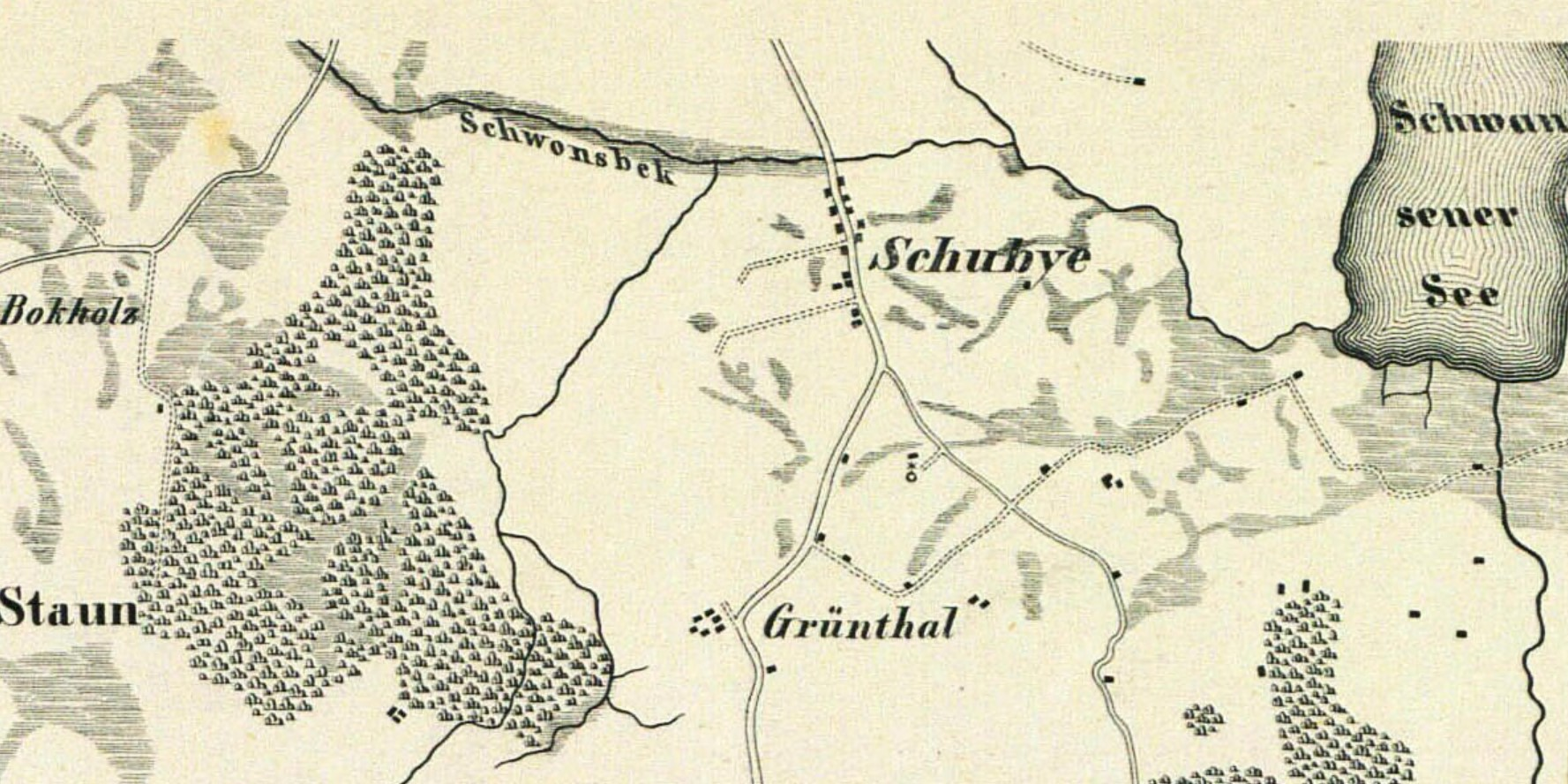
Schwarzbek und Zuflüsse um 1850

Vor dem Bau der B 203 war die Quelle weiter westlich. Mit dem Bau der B 203 verlor sie den Zufluss aus dem Wäldern Karlsburger Holz und Borshorn. Ein kurzer Bachlauf am Ostrand des Waldes Borshorn wird heute noch Schwarzbek genannt.